# Ліфт (фільм, 2001)
«Ліфт» (англ. Down) — американсько-нідерландський фільм жахів 2001 року. Авторська переробка нідерландського фільму 1983 року (нід. De lift).

## Сюжет
Коли ліфти одного з хмарочосів Нью-Йорка, неправильно виконують свої функції і люди починають гинути, механік Марк Ньюман намагається знайти причину проблем. До нього приєднується жінка-репортер Дженніфер, яка шукає цікаві історії. Разом вони намагаються розгадати причини таємничої поведінки ліфта, який, здається, існує своїм власним життям.

## У ролях
- Джеймс Маршалл — Марк Ньюман
- Наомі Воттс — Дженніфер Еванс
- Ерік Тал — Джеффрі
- Майкл Айронсайд — Гюнтер Штейнберг
- Едвард Геррманн — Мілліган
- Ден Гедайя — лейтенант Макбейн
- Рон Перлман — Мітчелл
- Кетрін Мейсл — Мілдред
- Мартін МакДугалл — охоронець Енді
- Джон Каріані — охоронець Гарі
- Девід Ґвіллім — сліпий, (містер Фейт)
- Пітер Бенкс — головний технік
- Вільям Вандерпюе — Мерфі
- Вілке Дюран — дружина Ковальські
- Тодд Бойс — капітан
- Вільям Робертс — спеціальний агент